# شيغيرو ماتسوزاكي
شيغيرو ماتسوزاكي (باليابانية: 松崎しげる) ، منم مواليد 19 نوفمبر عام 1949م، وهو ممثل سينمائي ياباني وفنان يجيد الغناء.

## أعماله الغنائية
- نعم أو لا (1991)
- ذكريات الحرب (メモリーズ・オブ・ラブ Memorīzu obu rabu؟) (1994)
- الحب الأبدي (エターナル・ラブ Etānaru rabu؟) (2000)
- العرض القديم يحب الغناء (2000)
- Ano hi no shōnen (あの日の少年؟) (2003)
- الأغاني المفضلة (2005)
- نعم نحن قادرون!! (2009)
- Shigeru Matsuzaki All Time Best “القديم والجديد”～أنامغني～ (2011)
- بلاك أون بلاك (2014)[3]

## أعماله السينمائية
- Space Adventure Cobra (1982)
- Ponytail wa Furimukanai (1985)
- Chōshichirō Edo Nikki (1987)
- بيكوريمان 2000 (1999)
- ثانوية كروماتي (2005)
- فوغو كيجي (2005)
- اخوة نيريما دويكون (2006)
- فتاة طوكيو (2008)
- موت السوشي (2012)